# 语录歌
语录歌，通常指中国大陆范围内广泛传播的以毛泽东的语录作为整首歌或部分片段歌词的歌曲。属于毛崇拜的一部分。此类歌曲在毛泽东执政时期多创造出来，其中“文化大革命”时期达到创作高潮，等到“文化大革命”结束后，创作浪潮逐步褪去。
语录歌歌词通常易于记诵，唱起来顺口，且广泛地在中国大陆内传播，影响了一代人。在“文化大革命”结束之后，这类歌曲曾被多次批评，而在“文化大革命”期间，这些则受到极大追捧。
典型的被广泛传播的语录歌有《还是办人民公社好》《领导我们事业的核心力量》《在人民之间生根开花》等。不仅限于这些，在地方乡下也会有民歌传唱，用以歌颂毛泽东。